# Antirrhinum siculum
Antirrhinum siculum är en grobladsväxtart som beskrevs av Philip Miller. Antirrhinum siculum ingår i släktet lejongapssläktet, och familjen grobladsväxter. Inga underarter finns listade i Catalogue of Life.

## Bildgalleri

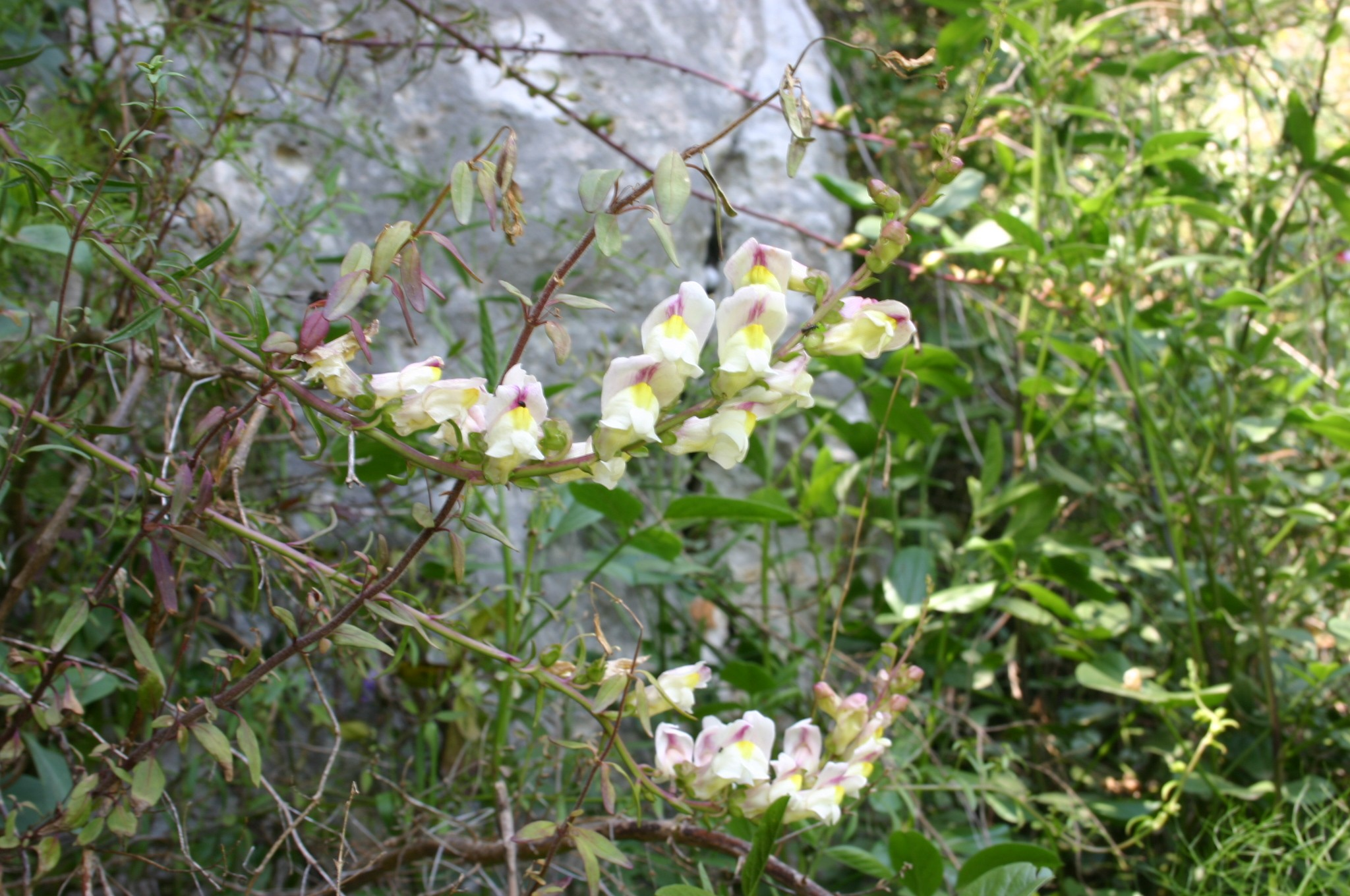
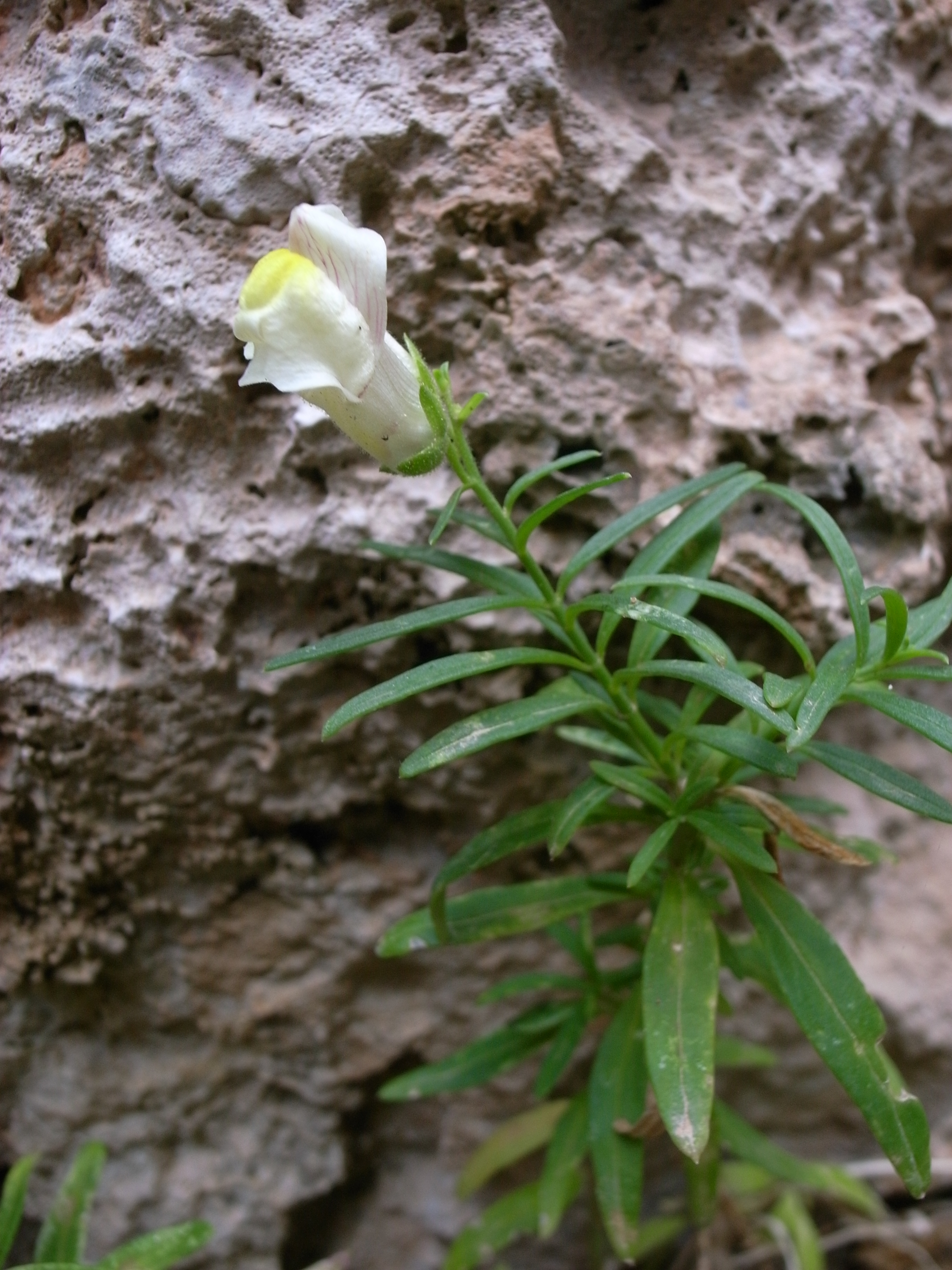